# Phoenix Film Critics Society
La Phoenix Film Critics Society (PFCS) est une association américaine de critiques de cinéma, basée à Phoenix (Arizona), aux États-Unis et fondée en 2000.
Elle remet chaque année les Phoenix Film Critics Society Awards (PFCS Awards), qui récompensent les meilleurs films de l'année.

## Catégories de récompense
- Meilleur film
- Meilleur réalisateur
- Meilleur acteur
- Meilleure actrice
- Meilleur acteur dans un second rôle
- Meilleure actrice dans un second rôle
- Meilleur jeune acteur
- Meilleure jeune actrice
- Meilleure distribution
- Meilleur espoir devant la caméra
- Meilleur espoir derrière la caméra
- Meilleur scénario original
- Meilleur scénario adapté
- Meilleurs décors
- Meilleurs costumes
- Meilleure photographie
- Meilleur montage
- Meilleurs effets visuels
- Meilleurs cascades
- Meilleure chanson originale
- Meilleure musique de film
- Meilleur film en langue étrangère
- Meilleur film d'animation
- Meilleur film documentaire
- Meilleur film de famille
- Meilleur film passé inaperçu